# Koeweit op de Olympische Zomerspelen 1980
Koeweit nam deel aan de Olympische Zomerspelen 1980 in Moskou, Sovjet-Unie. Net als bij de drie eerdere deelnames werd geen medaille gewonnen.

## Deelnemers en resultaten per onderdeel

### Atletiek
| Olympiër                   | Onderdeel          | Resultaat | Prestatie                         |
| -------------------------- | ------------------ | --------- | --------------------------------- |
| Abdul Majeed Al-Mosawi     | 100m (m)           | 59e       | serie 8: 7de in 11,28             |
| Khaled Hussain             | 800m (m)           | 35e       | serie 3: 7de in 1.54,6            |
| Khaled Khalifa Al-Shammari | 1500m (m)          | 33e       | serie 1: 8ste in 3.57,6           |
| Abdultif Hashem            | 400m horden (m)    | 19e       | serie 3: 8ste in 53,31            |
| Essa Hashem                | verspringen (m)    | DNF       | kwalificatie: geen geldige poging |
| Mohammad Al-Zinkawi        | kogelstoten (m)    | 14e       | kwalificatie: 14de met 17,15m     |
| Najem Najem                | discuswerpen (m)   | 17e       | kwalificatie: 17de met 39,26m     |
| Khaled Ghaloum             | kogelslingeren (m) | 17e       | kwalificatie: 17de met 47,40m     |

### Handbal
| Olympiër | Onderdeel | Resultaat | Prestatie |
| --- | --------- | --------- | --- |
| Faraj Al-Mutairi Khalid Shahzadah Saleh Najem Fawzi al-Shuwairbat Jasem al-Deyab Ismaeel Shahzadah Jasem Al-Qassar Majid Al-Khamis Abdel Aziz Al-Anjri Mond al-Qassar Musa'ed Al-Randi Khamis Bashir Abdullah Al-Qena'i Ahmad al-Emran | mannen    | 12e       | groep B: 6de V van Roemenië: 12-32 V van Sovjet-Unie: 11-38 V van Zwitserland: 32-4 V van Joegoslavië: 10-44 V van Algerije: 17-30 11-12de plek: V van Cuba: 24-32 |

| Groep B |             |             |             |             |             |            |            |            |        |
| #       | Land        | Wedstrijden | Wedstrijden | Wedstrijden | Wedstrijden | Doelpunten | Doelpunten | Doelpunten | Punten |
| #       | Land        | G           | W           | G           | V           | V          | T          | Saldo      | Punten |
| 1       | Sovjet-Unie | 5           | 4           | 0           | 1           | 134        | 75         | +59        | 8      |
| 2       | Roemenië    | 5           | 4           | 0           | 1           | 119        | 88         | +31        | 8      |
| 3       | Joegoslavië | 5           | 4           | 0           | 1           | 132        | 92         | +30        | 8      |
| 4       | Zwitserland | 5           | 2           | 0           | 3           | 110        | 98         | +12        | 4      |
| 5       | Algerije    | 5           | 1           | 0           | 4           | 94         | 124        | -30        | 2      |
| 6       | Koeweit     | 5           | 0           | 0           | 5           | 64         | 176        | -112       | 0      |

| Ronde        | Datum  | Plaats      | Land  | Score    | Land |
| ------------ | ------ | ----------- | ----- | -------- | ---- |
| Groepsfase   |        |             |       |          |      |
| 20 juli      | Moskou | Roemenië    | 32-12 | Koeweit  |      |
| 22 juli      | Moskou | Sovjet-Unie | 38-11 | Koeweit  |      |
| 24 juli      | Moskou | Zwitserland | 32-14 | Koeweit  |      |
| 26 juli      | Moskou | Joegoslavië | 44-10 | Koeweit  |      |
| 28 juli      | Moskou | Koeweit     | 17-30 | Algerije |      |
| 11-12de plek |        |             |       |          |      |
| 30 juli      | Moskou | Cuba        | 32-24 | Koeweit  |      |

### Judo
| Olympiër               | Onderdeel | Resultaat | Prestatie                                                |
| ---------------------- | --------- | --------- | -------------------------------------------------------- |
| Ali Heidar Ali Mohamed | -60kg (m) | 19e       | 1ste ronde: V van HUN Kincses                            |
| Abdul Latif Rozaihan   | -65kg (m) | 19e       | 1ste ronde: V van MEX Padilla                            |
| Fahad Al-Farhan        | -71kg (m) | 9e        | 1ste ronde: V van ITA Gamba herkansingen: V van FRA Dyot |
| Ibrahim Muzaffer       | -86kg (m) | 19e       | 1ste ronde: V van GDR Ultsch                             |
| Sayed Farhad           | +95kg (m) | 10e       | 1ste ronde: vrij 2de ronde: V van HUN Varga              |

### Schermen
| Olympiër                                                                          | Onderdeel       | Resultaat | Prestatie                                   |
| --------------------------------------------------------------------------------- | --------------- | --------- | ------------------------------------------- |
| Osama Al-Khurafi                                                                  | degen (m)       | 40e       | 1ste ronde groep F: 5de met 0 overwinningen |
| Mohamed Al-Thuwani                                                                | degen (m)       | 35e       | 1ste ronde groep G: 5de met 1 overwinning   |
| Kazem Hasan                                                                       | degen (m)       | 34e       | 1ste ronde groep H: 5de met 1 overwinning   |
| Ebrahim Al-Cattan Osama Al-Khurafi Mohamed Al-Thuwani Kazem Hasan Kifah Al-Mutawa | degen team (m)  | 9e        | 1ste ronde groep D: 3de met 0 overwinningen |
| Ahmed Al-Ahmed                                                                    | floret (m)      | 37e       | 1ste ronde groep E: 5de met 0 overwinningen |
| Khaled Al-Awadhi                                                                  | floret (m)      | 31e       | 1ste ronde groep D: 5de met 1 overwinning   |
| Kifah Al-Mutawa                                                                   | floret (m)      | 34e       | 1ste ronde groep C: 5de met 0 overwinningen |
| Ahmed Al-Ahmed Khaled Al-Awadhi Ali Al-Khawajah Kifah Al-Mutawa                   | floret team (m) | 8e        | 1ste ronde groep C: 3de met 0 overwinningen |
| Ahmed Al-Ahmed                                                                    | sabel (m)       | 28e       | 1ste ronde groep D: 5de met 0 overwinningen |
| Ali Al-Khawajah                                                                   | sabel (m)       | 29e       | 1ste ronde groep F: 5de met 0 overwinningen |
| Mohamed Eyiad                                                                     | sabel (m)       | 30e       | 1ste ronde groep E: 5de met 0 overwinningen |

### Schoonspringen
| Olympiër        | Onderdeel     | Resultaat | Prestatie                          |
| --------------- | ------------- | --------- | ---------------------------------- |
| Abdullah Mayouf | 10m toren (m) | 23e       | voorronde: 23ste met 326,34 punten |

### Voetbal
| Olympiër | Onderdeel | Resultaat | Prestatie |
| --- | --------- | --------- | --- |
| Ahmad al-Trabulsi Mahboub Mubarak Jamal al-Qabendi Waleed al-Mubarak Saed al-Houti Fathi Marzouq Abdulla al-Biloushi Jasem Sultan Mu'ayed al-Haddad Hamad Bouhamad Yousef al-Suwayed Ahmad Askar Humoud al-Shemmari Sami al-Hashash Faisal al-Daakhjl Abdulnabi al-Khaldi | mannen    | 5e        | groep B: 2de W van Nigeria: 3-1 G van Colombia: 1-1 G van Tsjecho-Slowakije: 0-0 kwartfinale: V van Sovjet-Unie: 1-2 |

| Groep B |                   |             |             |             |             |            |            |            |        |
| #       | Land              | Wedstrijden | Wedstrijden | Wedstrijden | Wedstrijden | Doelpunten | Doelpunten | Doelpunten | Punten |
| #       | Land              | G           | W           | G           | V           | V          | T          | Saldo      | Punten |
| 1       | Tsjecho-Slowakije | 3           | 1           | 2           | 0           | 4          | 1          | +3         | 4      |
| 2       | Koeweit           | 3           | 1           | 2           | 0           | 4          | 2          | +2         | 4      |
| 3       | Colombia          | 3           | 1           | 1           | 1           | 2          | 4          | -2         | 3      |
| 4       | Nigeria           | 3           | 0           | 1           | 2           | 2          | 5          | -3         | 1      |

| Ronde       | Datum     | Plaats            | Land | Score   | Land |
| ----------- | --------- | ----------------- | ---- | ------- | ---- |
| Groepsfase  |           |                   |      |         |      |
| 21 juli     | Moskou    | Koeweit           | 3-1  | Nigeria |      |
| 23 juli     | Moskou    | Colombia          | 1-1  | Koeweit |      |
| 25 juli     | Leningrad | Tsjecho-Slowakije | 0-0  | Koeweit |      |
| Kwartfinale |           |                   |      |         |      |
| 27 juli     | Moskou    | Sovjet-Unie       | 2-1  | Koeweit |      |

### Zwemmen
| Olympiër            | Onderdeel            | Resultaat | Prestatie               |
| ------------------- | -------------------- | --------- | ----------------------- |
| Adham Hemdan        | 100m vrije slag (m)  | 34e       | serie 4: 7de in 58,33   |
| Adham Hemdan        | 200m vrije slag (m)  | 38e       | serie 4: 7de in 2.07,51 |
| Mohamed Abdul Wahab | 400m vrije slag (m)  | 28e       | serie 2: 6de in 4.37,68 |
| Mohamed Abdul Wahab | 100m vlinderslag (m) | 31e       | serie 2: 6de in 1.06,35 |
| Saleh Marzouk       | 200m vlinderslag (m) | 25e       | serie 4: 7de in 2.36,53 |

Afghanistan · Algerije · Andorra · Angola · Australië · België · Benin · Birma · Botswana · Brazilië · Bulgarije · Colombia · Congo-Brazzaville · Costa Rica · Cuba · Cyprus · Denemarken · Dominicaanse Republiek · Duitse Democratische Republiek · Ecuador · Ethiopië · Finland · Frankrijk · Griekenland · Groot-Brittannië · Guatemala · Guinee · Guyana · Hongarije · Ierland · IJsland · India · Irak · Italië · Jamaica · Joegoslavië · Jordanië · Kameroen · Koeweit · Laos · Lesotho · Libanon · Liberia · Libië · Luxemburg · Madagaskar · Mali · Malta · Mexico · Mongolië · Mozambique · Nederland · Nepal · Nicaragua · Nieuw-Zeeland · Nigeria · Noord-Korea · Oeganda · Oostenrijk · Peru · Polen · Portugal · Puerto Rico · Roemenië · San Marino · Senegal · Seychellen · Sierra Leone · Sovjet-Unie · Spanje · Sri Lanka · Syrië · Tanzania · Trinidad en Tobago · Tsjecho-Slowakije · Venezuela · Vietnam · Zambia · Zimbabwe · Zweden · Zwitserland